# ЯIAM
ЯIAM — второй студийный альбом российской певицы Manizha, изданный 23 марта 2018 года.

## История создания
В основу альбома легла концепция «архитектуры личности» человека.
Люди начинаются с матери. Дальше — неизбежная сепарация, и всю свою жизнь ты бежишь из дома в поисках дома. Причиненная боль превращает сердце в самый хрупкий камень — изумруд. С этого момента твои чувства не играют роли, теперь ты один на один с настоящим и неидеальным взрослым, который верит только в одно правило: Действия Громче Слов. ЯIAM — это архитектура твоей личности.Manizha
Помимо самой певицы в работе над альбомом приняли участие продюсеры и звукорежиссеры: Кирилл Глезин, Матвей Аверин, Роман Уразов, Артемий Гунбин, а также Уоррен Сокол (United Mastering).
Лицом обложки стала Диана Холловей — казахская актриса и модель.
В ноябре 2017 года был выпущен клип на композицию «Изумруд» в сотрудничестве с «Боржоми». Режиссером выступила Дарья Балановская. В клипе воссоздаются образы из известных картин Эжена Делакруа, Фриды Кало, Сандро Боттичелли, Микеланджело и других художников. В съёмках приняли участие hip-hop-танцовщица Фредерик Петросян, инстаграм-модели Диана Коркунова и Марк Нондов, фото-художник Елена Шейдлина, а также модель агентства «Oldushka Models» Ольга Кондрашева.
Презентация альбома состоялась 14 апреля в Колонном зале Дома Союзов

В феврале 2019 Манижа совместно с режиссером Ладо Кватания выпустила клип на песню «Мама», съемки которого проходили в Грузии. В основу клипа легла социальная тема домашнего насилия в России. Вместе с клипом Манижа выпустила мобильное приложение «Silsila» для помощи жертвам домашнего насилия: оно позволяет быстро позвать на помощь в экстренной ситуации с помощью тревожной кнопки и предлагает список ближайших кризисных центров и убежищ, в которых можно укрыться. Этот проект создан без какой-либо поддержки государства, сторонних компаний или фондов.
«Через линии главных героев мы постарались поднять и другие темы. Например, [линия] главной героини, девочки — про взросление, знакомство со своим телом, а мамы — про старение, увядание», — Л. Кватания 

## Список композиций
| №  | Название              | Текст песни | Музыка  | Длительность |
| -- | --------------------- | ----------- | ------- | ------------ |
| 1. | «начинается с»        | Manizha     | Manizha | 3:38         |
| 2. | «мама»                | Manizha     | Manizha | 5:48         |
| 3. | «дом»                 | Manizha     | Manizha | 3:50         |
| 4. | «изумруд»             | Manizha     | Manizha | 4:14         |
| 5. | «чувство»             | Manizha     | Manizha | 4:58         |
| 6. | «громче слов»         | Manizha     | Manizha | 3:15         |
| 7. | «я»                   | Manizha     | Manizha | 3:05         |
| 8. | «устал (bonus track)» | Manizha     | Manizha | 3:53         |

## История релиза
| Регион | Дата          | Лейбл | Формат |
| ------ | ------------- | ----- | ------ |
| Россия | 23 марта 2018 |       | ЦД     |